# Fife Opera

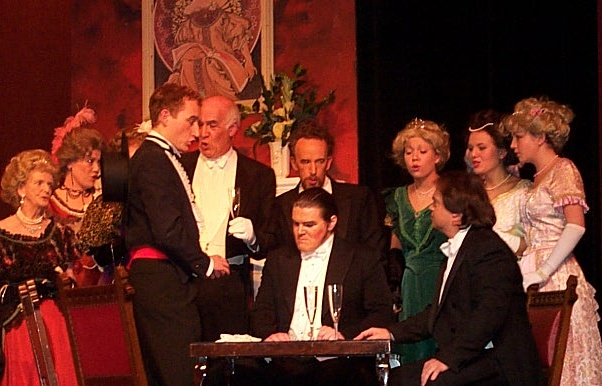
En scen från Fife Operas produktion av La traviata 2004.

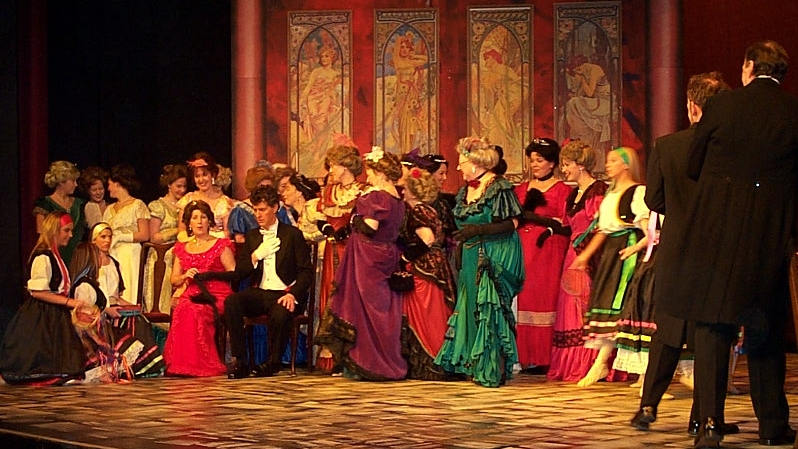
Underhållarnas entré i "La traviata" akt II, scen 2.

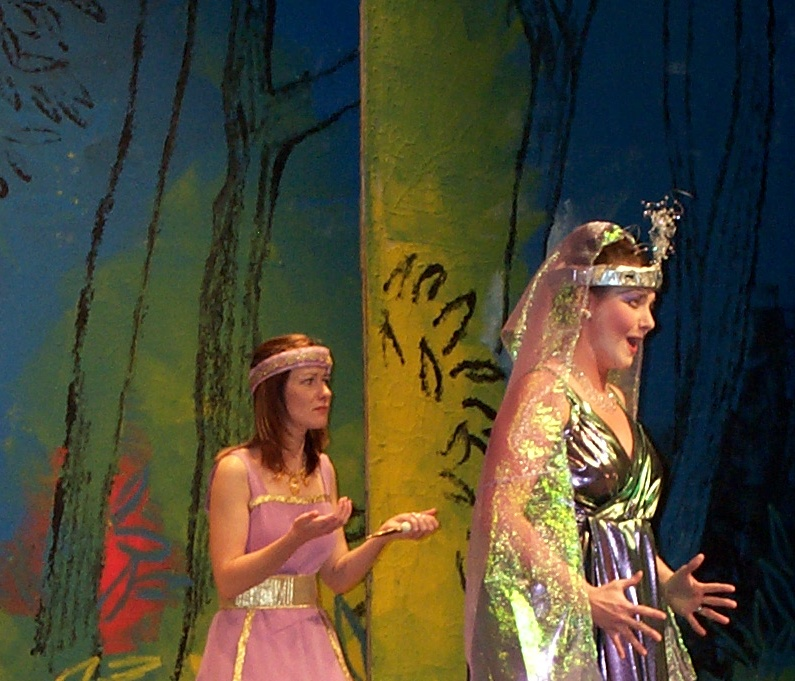
Trollflöjten från 2006.

Fife Opera är ett semiprofessionellt operasällskap som spelar grand opéra. Sällskapet bildades 1975 och är baserat i Kirkcaldy i Skottland. Fife Opera är en ideell organisation, som får ekonomiskt stöd av NODA och Making Music samt Scottish Arts Council.
Sedan man bildades har sällskapet producerat över 40 fullskaliga produktioner. För närvarande är det ett av en handfull sällskap som producerar storskaliga operor i Skottland, och det enda sällskapet som rutinmässigt spelar med en komplett orkester. Fife Opera betraktas som det främsta av sitt slag i Fife.[källa behövs]
Drivkraften vid grundandet 1975 var till största delen Kirsty Adams som samlade ett antal operaentusiaster och sångare från hela Fife. 1978 uppförde sällskapet i cisterciensernas Culross Abbey Minottes Amahl and the night visitors med originallibretto på engelska av tonsättaren. 
Från första början har insisterade den konstnärlige ledaren Richard på att alla som var intresserade av att vara med, skulle provsjunga och att man skulle hålla hög vokal kvalitet och professionalism. Trots detta bestod sällskapets första fullskaliga produktion från 1979, Georges Bizets Carmen, av en ensemble på scenen på 54 personer och en orkester med 37 musiker.
Ett bombhot avbröt Fife Operas uppsättning av Smetanas Brudköpet, vilket ledde till att horder av transsylvanska bönder fyllde stadens War Memorial Gardens. Sällskapet har spelat i både Falkland Palace och Stirling Castle samt varit huvudattraktionen vid öppningskonserten av Buckhavens Theater.
Bland framstående musiker som arbetat med sällskapet finns oboisten Jennifer Galloway, BBC Philharmonic Orchestra, trumpetaren John Wallace (nuvarande rektor för Royal Scottish Academy of Music and Drama), sopranen Lesley Ross och ett antal tidigare medlemmar av sällskapet har fortsatt sin utbildning vid RSAMD och annorstädes.

## Grundsyn och produktioner
Fife Opera har en stor andel yngre sångare, och är alltmer fokuserad på att turnera och att uppsöka publiken. De senaste åren har Fife Opera spelat på Edinburgh International Festival.
Höjdpunkterna från sällskapets tidigare produktioner är bland andra Aida 2004, och La traviata 1983. Bland mer ovanliga uppsättningar märks Lakmé av Léo Delibes, Pärlfiskarna av Georges Bizet, och Noel Cowards Bitter Sweet.
Under 2009 producerade sällskapet en konsertversion av Faust av Charles Gounod, och en fullskalig version av Franz Lehárs Das Land des Lächelns.